# Волчковичи
Во́лчковичи (бел. Воўчкавічы) — пассажирский железнодорожный остановочный пункт Минского отделения Белорусской железной дороги на линии Минск — Барановичи, расположенный в Минском районе. Платформа находится вблизи Прилукского лесного заказника, возле деревни Ходаково. Приблизительно двух километрах от остановочного пункта расположено Брестское шоссе (М1), а в пяти километрах — Волчковичское водохранилище.

## История
Остановочный пункт Волчковичи известен с 1929 года как разъезд «766 км», однако находился несколько севернее своего современного расположения. В дальнейшем разъезд был переименован в Волчковичи, по названию одноимённой деревни (затем переименована в Волковичи). В ходе начавшийся Великой Отечественной войны, на разъезде Волчковичи состоялись несколько боёв:

Под своим командованием объединяю две дивизии (64-ю, 108-ю) и мелкие разрозненные части. Всем прорываться на юг в районе станции Фаниполь, затем повернуть на юго-восток в общем направлении на Бобруйск, Гомель, где соединиться с частями Красной Армии. Выход начать в ночь с 1 на 2 июля
— Генерал Кузнецов

В соответствии с этим приказом мною было принято решение отступать двумя колоннами: 159-й полк с оставшейся артиллерией, управление дивизии с отдельным разведывательным батальоном и отдельным батальоном связи (левая колонна) движутся на разъезд Волчковичи; сводный полк под командой майора Гаева идёт правее.
Коротки июньские ночи. К разъезду Волчковичи подошли уже засветло. С высоты 236,2 обнаружили, что немцы занимали разъезд, и деревни Прилучки и совхоза Отолино к разъезду направлялись две роты противника, танки располагались группами вдоль железной дороги.
В районе станции Фаниполь слышалась сильная стрельба. В небе появились «юнкерсы». Дивизия втянулась в рощи западнее разъезда. Предстоял бой. Медлить было нельзя. Принимаю решение атаковать разъезд с ходу. Наши артиллеристы выдвинули на восточную опушку леса все пушки (их было 12, для каждого орудия имелось 4—5 снарядов). Им было дано указание бить только по танкам и наверняка. Этой огневой группой командовал начальник артиллерии дивизии полковник Кригер-Лебедь.
Наиболее боеспособные подразделения: разведывательный батальон, батальон связи, в которых насчитывалось по сотне людей, 5-я стрелковая и 1-я пулемётная роты 159-го стрелкового полка, пошли первыми в атаку. Её возглавил майор Чумаков. Главные наши силы (159-й стрелковый полк и сборный полк) майор Гаев повёл по рощам на юг. Ему было приказано одновременным броском проскочить через железную дорогу и уходить в лес в районе совхоза Мариинполь.
За разъезд Волчковичи завязался упорный бой. Первая атака оказалась неудачной. К разъезду с севера и юга подошло около десятка танков. Три из них наши артиллеристы подбили, а остальные устремились на атакующих. Люди не выдержали, отошли в лес. Танки к лесу не приближались, стреляли издали. От наших снарядов загорелось ещё два танка. Налетели «юнкерсы» и стали бомбить лес.
Немецкая пехота пошла в атаку, её встретили пулемёты с опушки. Мы перестроились, взяли направление южнее. Стремительно ударили по атакующим немцам с левого фланга. Запылали ещё два танка. Со врагом сошлись почти вплотную, но до штыкового боя не дошло, немцы побежали на север к реке Птичь. Разъезд остался за нами.
Горели танки с эмблемой «Г». Раненые пленные сообщили, что они из состава 17-й танковой дивизии 47-го танкового корпуса.
В это время Гаев, выставив заслон на правом фланге, построил всех людей (тысячи три) в одну шеренгу, локтем к локтю и всей этой длинной шеренгой одновременно бегом преодолел открытую полосу вдоль железной дороги (метров 300). Полосу обстреливали немцы из пулемётов и танков справа. Потерь было мало, фашисты не ожидали такого приёма. Гаев с людьми ушёл.
Бой у разъезда Волчковичи продолжался ещё часа три. Арьергард свою задачу выполнил — отвлёк на себя всё внимание противника и дал возможность двум полкам уйти на юг. Это обошлось дорого, подразделения арьергарда понесли большие потери: около ста человек выбыло из строя, разбито было четыре орудия и две бронемашины. Немцы потеряли 12 танков, 3 десятка машин, много людей.
Арьергардные подразделения (около 300 человек) с шестью пушками, неся на руках раненых, благополучно прошли через железную дорогу на юг.
— Генерал-майор С. Иовлев
На перегоне Помыслище — Фаниполь недалеко от разъезда Волчковичи в августе 1944 года в результате столкновения с составом перевозившим горючее, сгорел эшелон со штрафниками. Штрафников похоронили рядом с железной дорогой, но после войны памятник убрали.
В 1975 году остановочный пункт был электрифицирован переменным током (~25 кВ) в составе участка Минск — Столбцы.
В 2019—2020 году на остановочном пункте были проведены работы по капитальному ремонту и модернизации, для дальнейшей организации перевозок пассажиров поездами городских линий между городом Минском и городом-спутником Дзержинском. На платформе асфальтное покрытие было заменено на тротуарную плитку, отремонтирован пассажирский павильон, заменены опоры и светильники, обустроены автомобильные площадки.

## Устройство станции
Остановочный пункт представляет собой две боковые прямые платформы длиною ~200 метров. Между собой платформы соединены тремя пешеходными переходами. На платформе в направлении Минска расположен пассажирский павильон и билетные кассы.

## Пассажирское сообщение
На платформу Волчковичи ежедневно прибывают и отправляются восемь пар электропоездов региональных линий экономкласса (пригородные электрички) до Барановичей-Полесских и семь пар поездов оборачиваются на станции Столбцы. Время пути до остановочного пункта Институт культуры, расположенного в Минске составляет 29 минут.
Платформа расположена в Минском районе и обслуживает жителей деревень Ходаково, Волковичи и дачников садоводческих товариществ «Садовод», «40 лет Октября», «Ходаковская Надежда», «Ходаково» и «Дачный Альянс».